# Desmoscolex sieverti
Desmoscolex sieverti är en rundmaskart. Desmoscolex sieverti ingår i släktet Desmoscolex, och familjen Desmoscolecidae. Arten är reproducerande i Sverige.